# Paul Jones (wrestler)
Paul Frederik (Charlotte, 16 giugno 1942 – Atlanta, 18 aprile 2018) è stato un wrestler statunitense, noto maggiormente con il ring name Paul Jones.
Jones è noto per aver combattuto nella National Wrestling Alliance (NWA).

## Storia

### Primi anni (1961–1968)
Frederik fu allenato da Paul Boesch e Morris Sigel, e debuttò sul ring nel 1961 con lo pseudonimo "Paul Jones". Agli inizi di carriera, lottò principalmente nel sud degli Stati Uniti in federazioni quali Big Time Wrestling, NWA Mid-America e Championship Wrestling from Florida. Fu soprannominato "Young" Paul Jones dal promoter Paul Boesch durante questo stint in Texas per distinguerlo da Andrew Lutzi, un lottatore veterano russo che utilizzava lo stesso ring name.
Nel periodo 1964-1965, Jones lottò in Australia per la World Championship Wrestling, come "Al Fredericks". Dopo essere ritornato negli Stati Uniti, lottò nella Pacific Northwest Wrestling dove vinse l'NWA Pacific Northwest Heavyweight Championship per due volte e l'NWA Pacific Northwest Tag Team Championship, e in Canada per la Northwest Wrestling Promotions e per la Alex Turk Promotions di Manitoba. Nel 1967 tornò a lottare nel Stati Uniti meridionali.
Nel 1969, Jones apparve nella californiana NWA Hollywood Wrestling, detenendo per breve tempo il titolo NWA Americas Tag Team Championship con Nelson Royal. Nello stesso anno, fece una tournée in Giappone con la Japan Pro Wrestling Alliance, tornandoci anche nel 1970 e 1971. Nel 1973, fece un quarto tour in Giappone, questa volta per la All Japan Pro Wrestling.

### Mid-Atlantic Championship Wrestling (1968–1972)
Nel 1968 Jones andò nella Mid-Atlantic Championship Wrestling, dove formò un tag team face con il veterano Nelson Royal. Nel settembre 1970, il duo sconfisse i Minnesota Wrecking Crew vincendo l'NWA Atlantic Coast Tag Team Championship. La coppia perse le cinture con i Blond Bombers nel dicembre 1970. Jones e Royal continuarono a lottare insieme fino al 1972, quando Jones lasciò la Mid-Atlantic per trasferirsi nella Championship Wrestling from Florida.

### Championship Wrestling from Florida (1972–1974, 1980)
Nel 1972, Jones tornò nella Championship Wrestling from Florida, dove adottò la gimmick del wrestler heel soprannominato "Number One" Paul Jones. Fu convinto a diventare un "cattivo" da Jack Brisco, che scommise con lui una cassa di whisky che avrebbe guadagnato più soldi in un anno da heel di quanti ne avesse mai guadagnati prima. Jones conquistò il titolo NWA Florida Heavyweight Championship in quattro occasioni. Jones vinse anche l'NWA Southern Heavyweight Championship (Florida version), e l'NWA Brass Knuckles Championship (Florida version), e per due volte l'NWA Florida Television Championship. Nel giugno 1972, per qualche giorno, fu campione NWA Florida Heavyweight, NWA Florida Television e NWA Brass Knuckles (Florida version) in simultanea. Nel 1974 lasciò la federazione.
Tornò per breve tempo in CWF nel 1980, lottando come "Mr. Florida" indossando una maschera, fino a quando non fu sconfitto e smascherato da The Super Destroyer.

### Mid-Atlantic Championship Wrestling (1974–1989)

#### Regni titolati (1974–1982)
A partire dal 1974, Jones cominciò ad apparire regolarmente nella Mid-Atlantic Championship Wrestling. Nell'aprile 1974, lui e Bob Bruggers sconfissero The Andersons conquistando i titoli NWA Mid-Atlantic Tag Team Championship, perdendo poi le cinture in luglio contro Ric Flair & Rip Hawk. Jones vinse il suo primo NWA Mid-Atlantic Television Championship svariati giorni dopo, battendo Ivan Koloff in un Texas Death Match. Rimase campione fino a ottobre, quando Koloff lo sconfisse nel rematch. Jones detenne la cintura per cinque volte in tutto nei successivi quattro anni. Jones & Tiger Conway Jr. vinsero l'NWA Mid-Atlantic Tag Team Championship sconfiggendo Flair & Hawk nel dicembre 1974, perdendolo in seguito con The Andersons nel febbraio 1975.
Poi fu la volta di un feud con Johnny Valentine. Nel marzo 1975, Paul Jones sconfisse Valentine conquistando l'NWA Mid-Atlantic Heavyweight Championship in modo controverso; dieci giorni dopo fu privato del titolo. Nel maggio 1975, Jones & Wahoo McDaniel sconfissero The Andersons vincendo l'NWA World Tag Team Championship (Mid-Atlantic version). Gli Andersons riconquistarono le cinture il mese successivo.
Quando il titolo NWA United States Heavyweight Championship (Mid-Atlantic version) fu reso vacante a causa dell'infortunio di Johnny Valentine in un incidente aereo, Jones partecipò al torneo per l'assegnazione della cintura, tenutosi il 9 novembre 1975, sconfiggendo quattro avversari prima di perdere in finale contro Terry Funk. Nel rematch Jones sconfisse Funk laurenadosi campione. Cedette in seguito il titolo a Blackjack Mulligan, vincendolo per tre volte in totale fino al dicembre 1976.
Nel 1975 iniziò a lottare in coppia con Ricky Steamboat. I due conquistarono l'NWA World Tag Team Championship (Mid-Atlantic version) in un'occasione e l'NWA Mid-Atlantic Tag Team Championship per tre volte. La loro alleanza terminò nel dicembre 1978 quando Jones aggredì Steamboat al termine di una battle royal, effettuando un turn heel.
Nel 1977, Jones lottò nella Georgia Championship Wrestling per qualche mese, scontrandosi con Dick Slater e detenendo per breve tempo il titolo NWA Georgia Heavyweight Championship. Dal 1979 al 1984, apparve sporadicamente nella canadese Maple Leaf Wrestling.
Dopo il turn heel, formò una nuova alleanza con Baron von Raschke (con il quale aveva avuto in precedenza un breve feud), e la coppia si aggiudicò l'NWA World Tag Team Championship (Mid-Atlantic version) per due volte nel 1979, scontrandosi con tag team come Flair & Mulligan e Jay Youngblood & Steamboat. Il team si divise quando Jones tradì von Raschke. Successivamente fece coppia con The Masked Superstar, vincendo l'NWA World Tag Team Championship (Mid-Atlantic version) nel 1980 e 1981.
Nel 1982, Sir Oliver Humperdink divenne il manager di Jones. Conquistò l'NWA Mid-Atlantic Heavyweight Championship altre due volte nel corso del 1982.

#### Paul Jones' Army (1982–1989)
Nel 1982, Jones divenne un manager e formò una stable chiamata "Paul Jones' Army". Molti dei maggiori heel della Mid-Atlantic Championship Wrestling entrarono a far parte della fazione, tra gli altri The Masked Superstar, Superstar Billy Graham, Ivan Koloff, Rick Rude, Manny Fernandez, Abdullah the Butcher e The Powers of Pain (Warlord & Barbarian). In questo periodo, si fece crescere i baffetti "alla Hitler".
Nel 1983, Jones si era praticamente ritirato dai combattimenti a causa dei molti infortuni alla schiena accumulati in carriera. Trovò però ancora la forza per un lungo feud con Jimmy Valiant che culminò in un hair versus hair match nel novembre 1986, vinto da Valiant. Jones fu rapato a zero e allora cominciò a portare un cappello da cowboy fino a quando non gli furono ricresciuti i capelli.
Nel 1988, i Powers of Pain iniziarono un feud con The Road Warriors, che Jones asseriva fossero più deboli rispetto ai suoi clienti. In una puntata di WCW Saturday Night, i due tag team si sfidarono in una gara di sollevamento pesi con in palio un premio di 50,000 dollari. Il contest terminò bruscamente quando Ivan Koloff aggredì Road Warrior Animal.
Nel 1989 Jones lasciò la Mid-Atlantic Championship Wrestling, da poco rinominata World Championship Wrestling.

### Fine carriera (1989–1991)
Jones passò gli ultimi anni di carriera lottando nel circuito indipendente per compagnie minori quali Tri-State Wrestling Alliance e South Atlantic Pro Wrestling. Nel 1990, detenne per breve tempo il titolo SAPW Heavyweight Championship.

### Ritiro
Frederik si ritirò dal mondo del wrestling nel 1991. Dopo il ritiro dal ring aprì un'autofficina a Charlotte (Carolina del Nord), poi trasferita in Georgia.

## Personaggio

### Mosse finali
- Indian deathlock
- Karate thrust

### Soprannomi
- "Number One"
- "Young"

### Manager
- Oliver Humperdink

## Titoli e riconoscimenti
- Big Time Promotions
  - Big Time Television Championship (1)
- Cauliflower Alley Club
  - Other honoree (2004)
- Championship Wrestling from Florida
  - NWA Brass Knuckles Championship (Florida version) (1)
  - NWA Florida Heavyweight Championship (4)
  - NWA Florida Television Championship (2)
  - NWA Southern Heavyweight Championship (Florida version) (1)
- Georgia Championship Wrestling
  - NWA Georgia Heavyweight Championship (1)
- Mid-Atlantic Championship Wrestling
  - NWA Atlantic Coast Tag Team Championship/NWA Mid-Atlantic Tag Team Championship (6) – con Nelson Royal (1), Ricky Steamboat (3), Tiger Conway Jr. (1) e Bob Bruggers (1)
  - NWA Mid-Atlantic Heavyweight Championship (3)
  - NWA Mid-Atlantic Television Championship/NWA Television Championship (5)
  - NWA United States Heavyweight Championship (Mid-Atlantic version) (3)
  - NWA World Tag Team Championship (Mid-Atlantic version) (6) – con Baron von Raschke (2), The Masked Superstar (2), Ricky Steamboat (1) e Wahoo McDaniel (1)
- NWA Hollywood Wrestling
  - NWA Americas Tag Team Championship (1) – con Nelson Royal
- Pacific Northwest Wrestling
  - NWA Pacific Northwest Heavyweight Championship (2)
  - NWA Pacific Northwest Tag Team Championship (1)
- Pro Wrestling Illustrated
  - Tag Team of the Year (1978) – con Ricky Steamboat
- South Atlantic Pro Wrestling
  - SAPW Heavyweight Championship (1)
- Wrestling Observer Newsletter
  - Worst Manager (1986)